# Gerhard Koß
Gerhard Koß (* 1933; † 9. November 2018) war ein deutscher Onomastiker. Mit seinem Werk Eine Einführung in die Onomastik prägte er die deutschsprachige Namenkunde. Sein Schwerpunkt lag besonders auf Produktnamen.

## Leben und Wirken
Koß wirkte in der deutschen Namenkunde über Jahrzehnte. Zahlreiche Arbeiten von ihm behandeln die Theorie der Eigennamen. Für Koß war Namensgebung nicht nur ein sprachlicher Akt, sondern eine Form sozialen Handelns. Demnach stellen Namen Freiräume der gesellschaftlichen Kommunikation dar, in denen Individualisierung und Globalisierung wirken. Sein Werk Eine Einführung in die Onomastik gilt als Standardwerk der deutschsprachigen Onomastik. Darin verbindet Koß klassische onomastische Felder wie Orts-, Gewässer- und Personennamen mit zeitgenössischen Alltagsphänomenen, z. B. Markennamen, rechtliche Regelungen zu Ehenamen oder pragmatische Namensverwendung in Texten und Medien. Sein Schwerpunkt waren insbesondere Waren-, Marken- und Kunstnamen (Ergonyme). Hierzu erschien 2008 ein Sammelband seiner einschlägigen Beiträge.
Koß war eng mit der Forschergruppe NAMEN der Universität Regensburg verbunden. 2013 würdigte diese ihn anlässlich seines 80. Geburtstages mit einem Kolloquium und einer Laudatio durch die Leipziger Onomastikerin Dietlind Kremer. Seine Texte werden in der Fachwelt weiterhin zitiert.

## Schriften (Auswahl)
- Namenforschung – Eine Einführung in die Onomastik. Niemeyer, Tübingen, 1990; 3., aktualisierte Auflage 2002.
- (Mithrsg.) Reader zur Namenkunde IV: Namenkunde in der Schule. Erlangen, 1994.
- Spitzname, Ökelname, Ekelname, Ruchname – Variation und Binnendifferenzierung in einem sprachlichen Feld. In: Beiträge zur Namenforschung 41 (2006), S. 1–12.
- Warennamen, Marken, Kunstnamen – Transposition und Kreation in der Wirtschaft (Ausgewählte Beiträge 1976–2006). edition vulpes, Regensburg, 2008.